# Amancio (football)
Pour les articles homonymes, voir Amancio.
Amancio Amaro Varela ou Amancio, né le 16 octobre 1939 à La Corogne, Espagne et mort le 21 février 2023, est un footballeur espagnol qui jouait au poste d'attaquant.
Il a remporté le Championnat d'Europe des Nations 1964 avec l'Équipe d'Espagne (42 sélections et 11 buts entre 1962 et 1966), la coupe des clubs champions européens en 1966 ainsi que 9 titres de champion d'Espagne et 3 Copa del Rey avec le Real Madrid.

## Clubs
- 1954-1958 :  Victoria
- 1958-1962 :  Deportivo La Corogne
- 1962-1976 :  Real Madrid

## Palmarès
Avec le Real Madrid
- Vainqueur de la Coupe des clubs champions en 1966

- Vainqueur de la Internacional Copa Mohamed-V en 1966

- Champion d'Espagne en 1963, 1964, 1965, 1967, 1968, 1969, 1972, 1975 et 1976

- Vainqueur de la Coupe d'Espagne en 1970, 1974 et 1975

Avec l'Espagne
- Vainqueur de l'Euro 1964